# Unité urbaine d'Aigrefeuille-d'Aunis
L'unité urbaine d'Aigrefeuille-d'Aunis est une unité urbaine française constituée par la commune d'Aigrefeuille-d'Aunis, petite ville de la deuxième couronne périurbaine de l'aire urbaine de La Rochelle, située dans le nord de la Charente-Maritime.

## Données générales
En 2010, l'INSEE a procédé à une redéfinition des zonages des unités urbaines de la France ; celle d'Aigrefeuille-d'Aunis est demeurée inchangée et forme donc une ville isolée selon la nomenclature de l'Insee qui lui a donné le code 17113. 
C'est au recensement de 1982 qu'Aigrefeuille-d'Aunis a été catégorisée comme unité urbaine ; elle comptait alors 2 843 habitants.
En 2007, avec 3 577 habitants, elle constitue la 19e unité urbaine de Charente-Maritime et appartient à la catégorie des unités urbaines de 2 000 à 4 999 habitants.
Sa densité de population, qui s'élève à 213 hab/km2 en 2007, est plus de deux fois supérieure à celle de la Charente-Maritime qui, à la même date, est de 88 hab/km2.

## Délimitation de l'unité urbaine de 2010
Unité urbaine d'Aigrefeuille-d'Aunis dans la délimitation de 2010 et population municipale de 2007
| Commune urbaine      | Superficie | Population | Densité de population | Statut       |
| -------------------- | ---------- | ---------- | --------------------- | ------------ |
| Aigrefeuille-d'Aunis | 16,76 km2  | 3 577 hab. | 213 hab/km2           | Ville isolée |

## Sources et références
1. ↑  Composition de l'unité urbaine d'Aigrefeuille-d'Aunis en 2010 - Source : Insee